# Christoph Siefkes
Christoph Siefkes (* 20. Februar 1991 in Dessau) ist ein deutscher Fußballspieler.

## Karriere
Siefkes begann seine Karriere in der Jugend von SV Dessau 05. 2004 wechselte er in die C-Jugend des Halleschen FC, wo er kurzzeitig mit seinem Cousin Patrick spielte. Am 31. Spieltag der Regionalliga Nord in der Saison 2009/10 feierte er am 2. Mai 2010 sein Debüt gegen SV Wilhelmshaven, als er in der 78. Minute für Angelo Hauk eingewechselt wurde. Am 20. Mai 2010 bekam der gebürtige Dessauer ein Angebot von Bayer 04 Leverkusen, die ihn zu einem Probetraining einluden. Hier unterschrieb er nach dem erfolgreichen Abschluss des Trainings einen Vertrag bis zum 30. Juni 2013 mit der Werkself. Sein Debüt für die Reserve des Bayer 04 Leverkusen gab er am 1. Spieltag der Regionalliga West beim 0:0 gegen VfL Bochum II. Am 6. Spieltag erzielte er anschließend sein erstes Tor bei der 1:2-Niederlage gegen die zweite Mannschaft von Borussia Mönchengladbach. Im Laufe der Saison wurde er zum Leistungsträger und erzielte in 30 Spielen fünf Tore. Am 20. Juni 2011 kam er über seinen Cousin zu einem Vertrag beim FC Carl Zeiss Jena, die ihn für ein Jahr von Bayer 04 Leverkusen ausleihen. In Jena hatte er bei der 3:0-Auswärtsniederlage im Thüringenderby gegen FC Rot-Weiss Erfurt am 23. Juli 2011 sein Profi-Debüt in der 3. Liga. Im Winter 2014 unterschrieb Siefkes einen Vertrag beim 1. FC Magdeburg. Am 31. Mai 2015 schaffte er als Teil der Mannschaft im Rückspiel der Relegation gegen Kickers Offenbach den Aufstieg in die 3. Liga. Nach dem Aufstieg in Liga 3 verließ er Magdeburg und wechselte für eine Spielzeit in die Schweiz zum Drittligisten FC Rapperswil-Jona. Seit 2018 ist Siefkes nur noch im Amateurbereich aktiv.

## Privates
In der Saison 2011/12 spielte er gemeinsam mit seinem Cousin Patrick Siefkes für den Drittligisten FC Carl Zeiss Jena.